# Tornar a casa per Nadal
Tornar a casa per Nadal (títol original en anglès, Coming Home For Christmas) és un telefilm canadenc nadalenc de 2013 escrit per Kyle McGlohon i Bruce Spiegelman i dirigit per Vanessa Parise. És protagonitzada per Ben Hollingsworth, Amy Jo Johnson, Carly McKillip i Britt McKillip. S'ha doblat al català.

## Sinopsi
Quan els seus pares se separen, dues germanes reuneixen tota la família per celebrar Nadal junts per primera vegada en molt de temps.

## Repartiment
- Ben Hollingsworth com a Mike
- Amy Jo Johnson com a Wendy
- Carly McKillip com a Kate
- Britt McKillip com a Melanie
- George Canyon com a Al
- Jordan McIntosh com a Ryan